# Royal Rumble (1989)
Royal Rumble (1989) było drugą galą z cyklu pay-per-view Royal Rumble, która została wyprodukowana przez World Wrestling Federation (WWF) i jako pierwsza była emitowana poprzez pay-per-view. Miała miejsce 15 stycznia 1989 w The Summit w Houston, Teksasie.
Walką wieczoru był Royal Rumble match wygrany przez Big John Studda, który wyeliminował jako ostatniego Teda DiBiasego. W karcie znalazły się również pojedynki takie jak Jim Duggan i The Hart Foundation (Bret Hart i Jim Neidhart) kontra Dino Bravo i The Fabulous Rougeaus (Jacques i Raymond Rougeau), Rockin' Robin kontra Judy Martin o WWF Women’s Championship oraz King Haku kontra Harley Race.

## Przygotowania
Główną rywalizację zmierzającą na Royal Rumble kulminował Royal Rumble match, w którym zawalczyło 30 gwiazd z całej federacji, gdzie po zwiększono ilość uczestników z 20 do 30 względem zeszłorocznej edycji. Big John Studd powrócił do WWF pod koniec 1988 i przeszedł faceturn, gdyż nie chciał, aby Bobby Heenan był jego menadżerem, i ponowił rywalizację z jego klientem, André the Giantem. Obaj podpisali kontrakt o pojawienie się w Royal Rumble matchu. Mr. Perfect, który dołączył do WWF w lecie 1988 otrzymał push jako niepokonany heelowy wrestler i dołączył do pojedynku. Bad News Brown był pushowany jako arogancki i silmy heel, dla którego każda osoba w federacji była dla niego rywalem. W rezultacie, również dołączył do walki. Wiele wrestlerów z tag teamów dołączyło do walki, otrzymując losowe numerki. The Mega Powers (Hulk Hogan and WWF Champion Randy Savage) rywalizowali z The Twin Towers (Akeemem i The Big Boss Manem) od listopada 1988. Na Survivor Series, Mega Powers stali się solowymi ocalonymi w walce wieczoru gali. Po tamtym wydarzeniu, Mega Powers i Twin Towers również postanowili wystąpić w Royal Rumble matchu.
W drugiej rywalizacji zmierzającej na galę, Jim Duggan prowadził feud z Dino Bravo i The Fabulous Rougeaus (Jacques’em i Raymondem Rougeau). Od czasu dołączenia do WWF na początku 1987, Duggan używał gimmicku amerykańskiego patrioty, wchodząc do ringu z Amerykańską flagą i feudując z nie-amerykańskimi przeciwnikami w rosterze WWF (przykładowo z Nikolaiem Volkoffem). Na początku 1989, Duggan zaczął feudować z Kanadyjskimi Bravo i braćmi Rougeau, mając za towarzyszy różnych partnerów. Na live evencie 6 stycznia w Montrealu, Duggan połączył siły z Hulkiem Hoganem i Ronem Garvinem pokonując Bravo i Rougeaus. Miał on zawalczyć z Bravo i Rougeaus w two out of three falls matchu na Royal Rumble, więc wybrał jako partnerów The Hart Foundation (Breta Harta i Jima Neidharta). Hart Foundation i Rougeau Brothers rywalizowali ze sobą już od 1987. Rougeaus bezskutecznie zawalczyli z Hartami wiele razy o WWF Tag Team Championship w lecie 1987 i nie stali się mistrzami. Następnie byli w osobnych drużynach przeciwko sobie na Survivor Series 1988, gdzie Bret wyeliminował Rougeau na początku walki.

## Gala

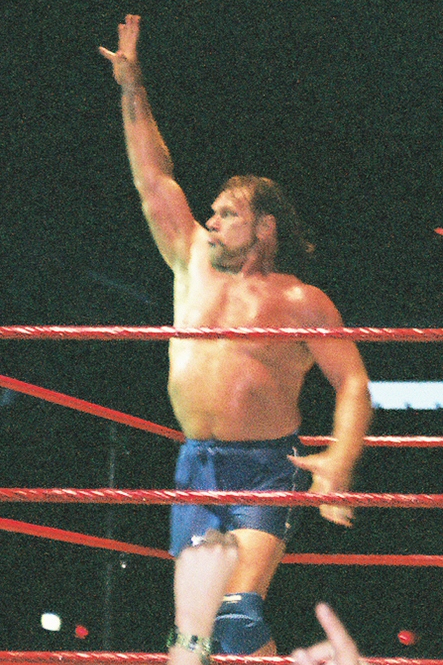
Jim Duggan, który połączył siły z The Hart Foundation w two out of three falls matchu przeciwko Dino Bravo i The Fabulous Rougeaus

Przed rozpoczęciem gali na żywo, Jim Powers pokonał Barry’ego Horowitza, zaś Sam Houston pokonał Steve’a Lobardiego w dark matchach.
Pierwszą walką nadawanej już na żywo przez pay-per-view (PPV) był two out of three falls match pomiędzy Jimem Dugganem i The Hart Foundation (Bretem Hartem i Jimem Neidhartem), oraz Dino Bravo o The Fabulous Rougeaus (Jacques’em i Raymondem Rougeau). Mocni Neidhart i Bravo rozpoczęli walkę. Duggan zmienił się, zaś Bravo postanowił wymienić się za Raymonda. Duggan złapał Raymonda i wykonał scoop slam, a po chwili Old Glory. Duggan zmienił się z Bretem Hartem, który przypiął Raymonda po inside cradle, lecz niestety zdobył near-fall. Złapał Raymonda w sunset flip pinfallu i wykonał diving crossbody, niestety ponownie był to near-fall. Jacques zmienił się i również prawie przypiął Harta po sunset flipie, lecz Hart wykonał clothesline na Jacquesie i przygniótł go w rogu. Partnerzy Jacques’a mu pomogli, lecz Neidhart zainterweniował atakując Bravo i Raymonda shoulder blockiem. Raymond osunął górną linę, przez co Hart upadł na podłogę. Bravo wykkonał side suplex w ringu, lecz zamiast zmienić się z Raymondem, któremu wykonał Bombe de Rougeau, przypiął go zdobywając pierwsze przypięcie. Bracia Rougeau kontynuowali atak na Harcie, który został złapany w Boston crab Jacques’a. Hart dał radę dostać się do swojego rogu ringu. Jacques starał się wykonać bulldog na Harcie, lecz ten skontrował to w inverted atomic drop. Duggan zmienił się i wykonał scoop slam na Raymondzie, po czym ten otrzymał forearm smash od Neidharta. Uderzył Bravo shoulder blockiem, zaś Duggan wyrzucił Harta na Raymonda i wykonał elbow drop na Raymondzie, po czym przypiął, zyskując drugie przypięcie. Bravo zmienił się i wykonał Dugganowi atomic drop, wysyłając go do rogu, gdzie mógł zmienić się z Hartem. Hart wkroczył i wykonał backbreaker na Bravie, lecz Raymond wypchnął go spoza lin, kiedy Hart chciał wykonać elbow drop. Cała szóstka zaczęła brawl w ringu, zaś sędzia był rozproszony. Duggan wziął swoją deską i uderzył nią Bravo, zaś Hart to wykorzystał i przypiął rywala, zyskując trzecie i ostatnie przypięcie, dające wygraną.
Druga walka była o WWF Women’s Championship, gdzie zmierzyły się Rockin' Robin oraz Judy Martin. Przed walką, była mistrzyni Sensational Sherri była w ringu i wyzwała zwyciężczynię do przyszłej walki o mistrzostwo, twierdząc że żadna kobieta nie jest tak kobieca jak ona, po czym md dołączyła do Gorilly Monsoon i Jessego „The Body” Ventury przy stołku komentatorskim. Robin i Martin miały wiele near-falli podczas walki, jednakże pod koniec, Robin wykonała diving crossbody na Martin i ją przypięła, broniąc tytułu.
Następnie czas był na konkurs na pozowanie, pomiędzy WWF Intercontinental Championem The Ultimate Warriorem i Rickiem Rude. Zwycięzca miał być wyłoniony przy pomocy większe reakcji fanów. Był cztery kategoria: „Podwójny Biceps”, „Najlepsza Klata”, „Największa Muskulatura” oraz „Składanka Póz”. Warrior zwyciężył w każdej z kategorii, lecz Rude po konkursie zaatakował go i uciekł z ringu.
W trzeciej walce zmierzyli się King Haku i Harley Race. Zwycięzca walki miałby zdobyć koronę „Króla Wrestlingu”, którą posiadał Haku. Race zaczął walkę atakując Haku knee liftami i suplexami. Haku „nie sprzedał” headbuttów Race’a. Race wykonał piledriver i przypiął, zyskując near-fall. Haku odzyskał siły i wykonał suplexa, również przy near-fallu. Nie zdołał wykonać poprawnego elbow dropu na Race i obaj upadli na podłogę. Haku wykonał skontrował piledrive’a backdropem, lecz Race po chwili wykonał swinging neckbraker, zdobywając kolejny near-fall. Haku odzyskał siły i wykonał kilka chopów, lecz nie trafił flying splashem. Jego rywal zaś nie trafił diving headbuttem z trzeciej liny. Kiedy obaj wstali, Race przeszedł przez liny i otrzymał thrust kick od Haku, po czym Haku go przypiął i wygrał walkę. Ta walka została wycięta w edycji Coliseum Video, lecz znajduje się na edycji DVD Royal Rumble Anthology.
| Rola:                   | Osoba:                                            |
| ----------------------- | ------------------------------------------------- |
| Komentatorzy            | Gorilla Monsoon                                   |
| Komentatorzy            | Jesse Ventura                                     |
| Komentatorzy            | Sensational Sherri (Walka o Women’s Championship) |
| Przeprowadzający wywiad | Gene Okerlund                                     |
| Przeprowadzający wywiad | Sean Mooney                                       |
| Konferansjer            | Howard Finkel                                     |
| Sędziowie               | Earl Hebner                                       |
| Sędziowie               | Joey Marella                                      |

Walką wieczoru był 1989 Royal Rumble match. Pierwszy Royal Rumble match odbył się w 1988, lecz brało w nim udział tylko 20 osób. W tym wypadku, po raz pierwszy uczestniczyło w nim 30 wrestlerów, a dodatkowo po raz pierwszy była to gala emitowana przez pay-per-view. WWF Tag Team Champions Demolition (Ax i Smash) rozpoczęli walkę będąc nr. 1. i 2. Dwóch mistrzów walczyło między sobą, lecz po chwili dołączył do nich z numerkiem 3. André the Giant. Postanowili połączyć siły przeciwko gigantowi, po czym do walki wkroczył Mr. Perfect jako nr 4. André wyeliminował Smasha, podczas gdy Perfect i Ax zaczęli z nim walczyć. Ron Garvin dołączył jako 5. i również zaczął asystować Perfectowi i Axowi. Greg Valentine dołączył jako 6., podczas gdy André wyeliminował Garvina. Perfect, Ax i Valentine we trójkę atakowali giganta, po czym Jake Roberts wkroczył jako 7. Oznaczało to, że Roberts był pierwszą osobą, która wzięła udział w zeszłorocznym i tegorocznym Royal Rumble matchu. Inni członkowie pozwolili André i Robertsowi walczyć ze sobą. André poddusił Robertsa i wyrzucił go nad górną liną. Ron Bass dołączył pod numerkiem 8. Ax i Bass walczyli ze sobą, podczas gdy Perfect i Valentine ponownie zaczęli obijać André; ten zaś wstał i po uderzeniu Perfecta, zaczął dusić Valentine’a, dopóki ten nie stracił przytomności. Jeden z członków The Rockers, Shawn Michaels dołączył jako 9. Perfect wykonał back body drop na Axie za górną liną, eliminując go. Chciał również wyeliminować Michaelsa, lecz Michaels wykonał skin the cat i wrócił na ring, prawie wyrzucając z niego Perfecta. Butch Miller, jeden z The Bushwhackersów, dołączył z numerkiem 1. Jake Roberts powrócił do ringu i wrzucił swojego węża Damiena. André go zauważył, przestraszył się i uciekł z ringu ponad górną liną, eliminując siebie samego. Roberts wziął swojego węża i udał się na backstage. The Honky Tonk Man wszedł jako 11. Honky i Valentine razem próbowali wyeliminować Michalesa, lecz im się to nie udało. Połówka Strike Folce, Tito Santana dołączył jako 12. i pobił Perfecta, po czym skupił się na Valentine. Bass i Perfect wykonali podwójny suplex na Michealsie. Bad News Brown dołączył jako 13. Santana i Butch wyeliminowali Honky’ego, podczas gdy Brown zająć się Michaelsem, lecz jako 14. dołączył tag team partner Michaelsa, Marty Jannetty. Wykonali razem podwójny dropkick eliminujący Rona Bassa z walki. Santana wykonał Valentine'owi flying forearm smash.
Jeden z członków The Mega Powers, WWF Champion Randy Savage dołączył jako 15. i zaatakował Browna. Valentine wykonał Savage'owi Hammer Drop i próbował go wyeliminować, jednak bez skutku. Santana wspomógł Savage’a w walce z Valentine, dopóki jeden z The Brain Busters, Arn Anderson nie dołączył do walki jako 16. Savage wykonał backdrop na Valentine nad górną liną. Anderson i Savage wykonali clothesline na Michaelsie, eliminując go. Jannetty zaczął atakować Andersona, lecz jako 17. do walki wkroczył jego partner tag teamowy, Tully Blanchard. Jannetty i Blanchard zaczęli walczyć między sobą, zaś Perfect i Savage wymieniali się różnymi ciosami. Anderson wspomógł Blancharda, uderzając Jannetty’ego spinning spinebusterem. Jako 18. do ringu wszedł partner Savage’a, Hulk Hogan, i wyrzucił z ringu Perfecta. Ten zaś ustanowił rekord długości pobytu w ringu, który wyniósł 27:58. Anderson wyrzucił Santanę, zaś Brown i Hogan niemalże wyeliminowali się nawzajem. Tag team partner Butcha, Luke Williams dołączył jako 19. Po wyeliminowaniu Butcha, w ringu pozostało sześć osób. Hogan i Savage zawalczyli przeciwko Brownem, Andersonem, Blanchardem i Lukiem. Jako 20. dołączył Koko B. Ware i wykonał cztery dropkicki dla wyżej wymienionej czwórki. Anderson wspiął się na górną linę, lecz Hogan wykonał mu scoop slam. Koko postanowił zaatakować Hogana, lecz został przez niego wyrzucony z ringu. Hogan wymierzył kilka ciosów dla The Brainbusters, po czym wyeliminował Luke’a. The Brainbusters chcieli wykonać Hoganowi podwójny clothesline, lecz ten zdołał go ominąć i wykonał im ten ruch, podczas gdy byli za górnymi linami. The Warlord, jeden z The Powers of Pain dołączył jako 21., lecz krótko po przybyciu został wyeliminowany przez Hogana. Warlord ustanowił nowy rekord najkrótszego pobytu w ringu, będąc w nim dwie sekundy – rekord ten został pobity dopiero 20 lat później, kiedy Santino Marella został wyeliminowany w jedną sekundę od dołączenia do walki, na Royal Rumble 2009. Brown i Savage walczyli pomiędzy sobą, podczas gdy Hogan wyrzucił ich obu. Savage wkurzył się na Hogana, rozpoczynając rozpad Mega Powers. Dwójka chciała ze sobą zawalczyć, lecz Miss Elizabeth poprosiła ich o uspokojenie się. Duo uścisnęło się i Savage opuścił arenę.
Jeden z The Twin Towers, Big Boss Man, dołączył jako 22. Hogan wykonał mu scoop slam, lecz Boss Man odpowiedział corner avalanchem i piledriverem. Hogan próbował wyrzucić Boss Mana, lecz jako następny do walki wkroczył jego tag team partner, Akeem. Duo zaatakowało Hogana i wyeliminowało go. Przyjaciel Hogana Brutus Beefcake dołączył pod numerkiem 24. i wziął się za Twin Towers. Pomimo bycia wyeliminowanym, Hogan wrócił do okolic ringu i zaatakował Boss Mana. Po interwencji, Boss Man mógł powrócić do ringu, lecz Hogan pomógł Beefcake'owi wyeliminować Boss Mana, ciągnąc w dół górną linę. Boss Man i Hogan walczyli ze sobą aż do dojścia na backstage. Wraz ze swoją ostatnią legalną eliminacją, Hogan pobił rekord eliminując dziesięć osób w Royal Rumble matchu. Akeem próbował wyeliminować Beefcake’a, lecz The Red Rooster dołączył jako 25. i wspomógł Akeema. Po chwili dołączył The Barbarian jako 26. i zaczął z Akeemem walczyć przeciwko Roosterowi i Beefcake'owi. Wymierzył on w Beefcake’a, podczas gdy Rooster otrzymał 747 Splash od Akeema. Jako 27. dołączył Big John Studd i ruszył za Akeemem. Hercules dołączył jako 28., po czym następnie wkroczył Rick Martel z numerem 29. Każdy atakował każdego ciosami, po czym do walki dołączyła ostatnia osoba, jaką był Ted DiBiase. DiBiase kupił trzydziesty numerek od Slicka. Wyeliminował Roostera i podążył za swym rywalem Herculesem. Beefcake uratował DiBiasego i również zaczął atakować Herculesa. DiBiase wykorzystał ową sytuację i wyeliminował ich obu z ringu, więc w ringu zostało jedynie pięciu wrestlerów – Akeem, Barbarian, Studd, Martel oraz DiBiase. Barbarian próbował wyrzucić Martela, lecz ten uniknął clothesline’a od Barbariana, po czym wykonał dropkick na nim poza górną liną, zostawiając w ringu siebie, Akeema, Studda i DiBiasego. Martel wykonał diving crossbody na Akeemie, lecz ten złapał go i wyrzucił nad górną liną. Akeem, Studd i DiBiase pozostali ostatnimi trzema uczestnikami. DiBiase i Akeem spędzili chwilę nad wspólnym atakowaniem Studda, lecz współpraca nie poszła im po myśli, gdyż zaczęli atakować siebie nawzajem. Studd to wykorzystał i wyrzucił Akeema. Studd wykonał slam na Dibiasem, dodając butterfly suplex. Po clothesline, Studd wyrzucił DiBiasego nad górną liną, eliminując go i tym samym wygrywając Royal Rumble match. Dzięki temu, Studd stał się pierwszą osobą, która wygrała 30-osobową walkę (w zeszłorocznej brało udział 20 wrestlerów).

## Wydarzenia po gali
Royal Rumble było ważną częścią rozłamu The Mega Powers, gdzie Hulk Hogan przypadkowo wyeliminował Randy’ego Savage’a z walki. 3 lutego na edycjo z The Main Event, Hogan i Savage zawalczyli z The Twin Towers (Akeemem i Big Boss Man) w tag team matchu. Podczas walki, Akeem wyrzucił Savage’a wprost na Elizabeth i Hogan nie pomógł swojemu partnerowi. Savage spytał się czemu tego nie zrobił, lecz Hogan nie odpowiedział, po czym podniósł dziewczynę i zabrał ją na backstage, zostawiając Savage’a samemu w ringu. Kiedy Hogan wrócił, Savage uderzył go w twarz, zabrał swój tytuł mistrzowski i poszedł. Hogan dał radę pokonać przeciwników, lecz na backstage'u czekała go kłótnia z partnerem. Savage powiedział, że Hogan jest o niego zazdrosny, że ma tak wspaniałą menadżerkę i dodał, że byłby w stanie pokonać Hogana o tytuł. Hogan próbował wyjaśnić Savage'owi, że jest to pomyłka, lecz Macho Man przeszedł heelturn atakując jego i Brutusa Beefcake’a, który przyszedł pomóc Hoganowi. Hogan i Savage rozpoczęli tym samym feud, gdzie jego zakończenie miało miejsce walką na WrestleManii V mającym podtytuł „The Mega Powers Explode”, z powodu wygranej Savage’a i zdobycia WWF Championship ponad rok wcześniej na WrestleManii IV z Hoganem u boku. Hogan pokonał Savage’a zdobywając tytuł i kończąc panowanie trwające 371 dni.
Roberts i André kontynuowali swój feud podczas wiosny 1989, podczas gdy Big John Studd stał się sędzią specjalnym ich pojedynku na WrestleManii V.
The Ultimate Warrior zaprzysiągł zemsty na „Ravishing” Ricku Rude za atak podczas pozowania, więc Rude się zgodził na walkę, ale pod warunkiem, że znajdzie się na szali Intercontinental Championship należący do Warriora. Na WrestleManii V, Rude wygrał tytuł z powodu interwencji jego menadżera Bobby’ego Heenana. Rude stał się pierwszym mistrzem w „rodzinie Heenana”.
Walka The Rockin' Robin i Judy Martin o WWF Women’s Championship był ostatnim pojedynkiem o ten tytuł na galach pay-per-view WWF przez pięć lat. Robin opuściła federację w czerwcu 1989, a przez małe zainteresowane w kobiecym wrestlingu, WWF zdezaktywowało ten tytuł w lutym 1990. Mistrzostwo powróciło do użytku w 1993, kiedy Alundra Blayze zwyciężyła go w turnieju stając się nową mistrzynią.

## Wyniki walk
| Nr                                                                                    | Wyniki | Stypulacje                                    | Czas     |
| ------------------------------------------------------------------------------------- | --- | --------------------------------------------- | -------- |
| 1D                                                                                    | Jim Powers pokonał Barry’ego Horowitza | Singles match                                 | –        |
| 2D                                                                                    | Sam Houston pokonał Steve’a Lobardiego | Singles match                                 | –        |
| 3                                                                                     | The Hart Foundation (Bret Hart i Jim Neidhart) oraz Jim Duggan pokonali The Fabulous Rougeaus (Jacques’a i Raymonda Rougeau) oraz Dino Bravo (w/ Frenchy Martin i Jimmy Hart) | Two out of three falls Six-man tag team match | 15:42    |
| 4                                                                                     | Rockin' Robin (c) pokonała Judy Martin | Singles match o WWF Women’s Championship      | 16:24    |
| 5                                                                                     | King Haku (w/ Bobby Heenan) pokonał Harleya Race’a | Singles match                                 | 09:01    |
| 6                                                                                     | Big John Studd zwyciężył eliminując jako ostatniego Teda DiBiasego | Royal Rumble match                            | 01:04:53 |
| (c) – mistrz/mistrzyni przed walkąD – walka była dark matchem (nietransmitowana w TV) | |                                               |          |

### Udziały i eliminacje w Royal Rumble
Kolejny wrestler wchodził do ringu co dwie minuty.
| Nr wejściowy | Uczestnik          | Nr eliminacji | Wyeliminowany przez                       | Czas  |
| ------------ | ------------------ | ------------- | ----------------------------------------- | ----- |
| 1            | Ax                 | 4             | Mr. Perfecta                              | 14:37 |
| 2            | Smash              | 1             | André the Gianta                          | 04:55 |
| 3            | André the Giant    | 5             | Samego siebie                             | 14:55 |
| 4            | Mr. Perfect        | 11            | Hulka Hogana                              | 27:58 |
| 5            | Ronnie Garvin      | 2             | André the Gianta                          | 02:39 |
| 6            | Greg Valentine     | 8             | Randy’ego Savage’a                        | 19:52 |
| 7            | Jake Roberts       | 3             | André the Gianta                          | 02:08 |
| 8            | Ron Bass           | 7             | Shawna Michaelsa i Marty’ego Jannetty’ego | 12:36 |
| 9            | Shawn Michaels     | 9             | Arna Andersona i Randy’ego Savage’a       | 14:30 |
| 10           | Bushwhacker Butch  | 13            | Hulka Hogana i Bad News Browna            | 18:13 |
| 11           | The Honky Tonk Man | 6             | Bushwhackera Butcha i Tito Santanę        | 04:12 |
| 12           | Tito Santana       | 12            | Arna Andersona                            | 12:47 |
| 13           | Bad News Brown     | 19            | Hulka Hogana                              | 16:24 |
| 14           | Marty Jannetty     | 10            | Andersona i Blancharda                    | 07:52 |
| 15           | Randy Savage       | 20            | Hulka Hogana                              | 12:26 |
| 16           | Arn Anderson       | 16            | Hulka Hogana                              | 10:00 |
| 17           | Tully Blanchard    | 17            | Hulka Hogana                              | 08:02 |
| 18           | Hulk Hogan         | 21            | Akeema i The Big Boss Mana                | 11:31 |
| 19           | Bushwhacker Luke   | 15            | Hulka Hogana                              | 03:08 |
| 20           | Koko B. Ware       | 14            | Hulka Hogana                              | 01:08 |
| 21           | The Warlord        | 18            | Hulka Hogana                              | 00:02 |
| 22           | Big Boss Man       | 22            | Hulka Hogana                              | 04:18 |
| 23           | Akeem              | 28            | Big Johna Studda                          | 18:36 |
| 24           | Brutus Beefcake    | 24            | The Barbariana i Teda DiBiasego           | 13:56 |
| 25           | The Red Rooster    | 23            | Teda DiBiasego                            | 11:17 |
| 26           | The Barbarian      | 26            | Ricka Martela                             | 12:15 |
| 27           | Big John Studd     | -             | Zwycięzca                                 | 12:21 |
| 28           | Hercules           | 25            | The Barbariana i Teda DiBiasego           | 06:11 |
| 29           | Rick Martel        | 27            | Akeema                                    | 05:29 |
| 30           | Ted DiBiase        | 29            | Big Johna Studda                          | 06:27 |

- Aż czterech wrestlerów wygrało z numerkiem 27., więcej niż ktokolwiek z innymi liczbami. Studd stał się pierwszą taką osobą.
- Był to pierwszy Royal Rumble match, w którym brało udział 30 wrestlerów.
- Hulk Hogan ustanowił rekord największej ilości eliminacji, wyrzucając z ringu dziesięć osób.
- Mr. Perfect pobił rekord Breta Harta w długości pobytu w ringu, będąc w nim 27:58.
- Warlord pobił rekord najkrótszej długości pobytu w ringu, będąc w nim jedynie 2 sekundy.